# Украденное счастье
Украденное счастье (укр. Украдене щастя) — пьеса Ивана Франко.

## Основа пьесы
В основе пьесы лежит народная «Песня про шандаря». Она имеет три варианта. Один из них записала приятельница Франко Михайлина Рошкевич в 1878 году по варианту крестьянки Евдокии Чигур в селе Лолин Долинского уезда. Эта песня, отличавшаяся трагическим разрешением конфликта, выразительной индивидуализацией героев, где было ярко выраженное стремление к справедливой свободе крестьян, и стала сюжетной основой драматического произведения Франко. Глубокая насыщенность пьесы украинским фольклором является одним из важнейших художественных средств драматурга, благодаря чему автор создал реалистическую народную драму.

## Первые постановки пьесы
После бесконечных цензурных усовершенствований 15 ноября 1893 года постановку пьесы Франка на сцене театра общества «Русьская беседа» совершил Константин Подвысоцкий, который и исполнил роль Николая Задорожного. Анну играла Антонина Осиповичева, а Михаила Гурмана, почтальона — Степан Янович (отец Леся Курбаса).
Об огромный успехе драмы свидетельствует тот факт, что на втором спектакле зрители устроили автору бурную овацию, а молодежь преподнесла ему на сцене лавровый венок. Спектаклю были посвящены многочисленные статьи. В частности, театральный обозреватель Теофил Мерунович писал, что произведение Франко имеет «истинные художественные приметы» и что для драмы характерны «живая и последовательная акция, хороший язык, правда и мера, характеризующие высокий талант». Обозреватель делает вывод, что появление на Украине «Украденного счастья» — «это политическое событие», такая драма для украинской сцены является «оригинальным произведением, где каждая сцена, каждое высказывание дышат правдой… Это верное выражение оригинальных примет украинского народа».
К концу 1893 года пьеса, кроме Львова, была поставлена еще в двенадцати городах Галиции, где спектакли имели сценический успех.
В начале февраля 1904 года под режиссурой Ивана Карпенко-Карого драма была впервые поставлена в Киеве в помещении театра «Бергонье» в первой редакции Франко. Роли исполняли: Николай — Карпенко-Карый, Анна — Любовь Линицкая, Михаил — Николай Садовский.

## Дальнейшая судьба
В 1924 году по одноименной драме Ивана Франко чешский композитор Владимир Амброс написал оперу «Украденное счастье» (чеш. Ukradené štěstí). Опера была поставлена Народным театром в Брно (1925) и Оломоуце (1927). В 1960 году Юлий Мейтус также создал оперу на основе этой пьесы.
Имели место экранизации пьесы:
- Украденное счастье[вд] — фильм 1984 года;
- Украденное счастье[вд] — фильм 2004 года.